# ماريانا كارسلين
ماريا آنا كارسلين دي جيفارا إي لارا زوربانو، مركيز فيلاروتشا الخامس وماركيز سولاندا السابع (27 يوليو 1805 - 15 ديسمبر 1861) كانت أرستقراطية إكوادورية وزوجة زعيم الاستقلال الفنزويلي أنطونيو خوسيه دي سوكري. تعتبر السيدة الأولى لبوليفيا.

## سيرة شخصية
وُلدت كارسلين خارج كيتو، في الأراضي الملكية في كيتو التابعة للإمبراطورية الإسبانية. كانت ابنة فيليبي كارسلين إي سانشيز دي أوريانا، مركيز فيلاروتشا السادس، النقيب العام لسان فرانسيسكو بورخا، وزوجته تيريزا دي لاري وخيخون. كان والدها مشاركًا صريحًا في المجلس العسكري الأول للحكومة في كيتو عام 1809. 

### الزواج من أنطونيو خوسيه دي سوكري
قابلت كارسلين سوكري لأول مرة في مدينة كيتو في 24 مايو 1822، بعد معركة بيتشينشا. خلال المعركة، لجأت هي وعائلتها إلى دير كنيسة سانتو دومينغو. عند سماع احتفال العسكر، خرجت الأسرة من مقدمة الكنيسة لمشاهدة الموكب. عندما رأى كارسلين، ترك سوكري حصانه، وقدم نفسه لعائلتها، وطمأنهم إلى أن العودة إلى منزلهم آمنة. 
قبل وفاته في عام 1823، ذهب المركيز لزيارة سوكري في كيتو لسؤال كارسيلين، الزواج. على الرغم من قبول سوكري للمغازلة، إلا أنه استمر في تكريس نفسه للحرب ضد إسبانيا، وتبادل هو وكارسلين الرسائل لعدة سنوات. تزوج الثنائي في 20 أبريل 1828، ولكن لأن سوكري كان رئيس بوليفيا، كان الجنرال فيسينتي أغيري حاضرا خلال الحفل كممثل سوكري. زار أغيري أيضًا قصر كارسلين، حيث سيعيش سوكري وكارسلين، وأبلغ سوكري بحالته، كما أشرف على تجديده.
بعد الزواج، أصبحت كارسلين السيدة الأولى لبوليفيا، وهو المنصب الذي احتفظت به لمدة 8 أيام حتى استقال سوكري في 28 أبريل 1828.
عاد سوكري إلى كيتو في 30 سبتمبر 1828، وانتقل الزوجان إلى قصر كارسلين. بعد عشرة أشهر، أنجب ماركيز ابنتهما الأولى، ماريا تيريزا دي سوكري إي كارسلين دي جيفارا.

### اغتيال سوكري
في عام 1829، تلقى سوكري أمرًا بالعودة إلى بوغوتا لرئاسة مؤتمر غران كولومبيا في محاولة لتجنب حله. اغتيل في جبال بيردورف في 4 يونيو 1830. علمت كارسلين بوفاته بعد أسبوعين، وكتبت رسالة إلى الجنرال خوسيه ماريا أوباندو، متهمة إياه بالتخطيط لقتل زوجها. 

### الزواج الثاني
في 16 يوليو 1831، تزوجت كارسلين للمرة الثانية من الجنرال الكولومبي إيسيدورو باريغا إي لوبيز دي كاسترو، الذي قاتل إلى جانب سوكري خلال حملة في بيرو. كان هذا قرارًا مثيرًا للجدل. كانت العادة في ذلك الوقت أن تنتظر الأرملة 5 سنوات قبل أن تتزوج مرة أخرى احتراما للزوج المتوفى.
في 16 نوفمبر 1831، بعد عدة أشهر من الزواج، كان باريغا يلعب مع تيريزا، ابنة سوكري وكارسلين، بين ذراعيه، عندما سقطت في الفناء، وضربت رأسها وماتت على الفور. على الرغم من وجود بعض التكهنات بأن وفاتها كانت متعمدة، يعتقد معظم المؤرخين أنها كانت حادثة مأساوية، مستشهدين بسمعة باريجا كرجل طيب وكريم، وليس متعطشًا للدماء.  ومع ذلك يعتقد مؤرخون آخرون أن تيريزا لم تمت. في حادث على الإطلاق، واستسلمت بدلاً من ذلك لفيروس المعدة، وهو سبب شائع لوفاة الأطفال في سنها خلال تلك الفترة.
في عام 1832، أنجبت كارسلين مانويل فيليبي باريجا وكارسلين دي جيفارا، طفلها الوحيد من الزواج. توفي باريجا في 29 مايو 1850. 

### الزواج الثالث
بعد عام واحد من وفاة باريغا، تزوجت كارسلين للمرة الثالثة من خوسيه بالتازار كاريون توريس، وهو محام من بلدة لوجا. كان لديهم طفل واحد، مرسيدس سوليداد كاريون إي كارسلين دي جيفارا، الذي لم يصل إلى سن الرشد، على الأرجح بسبب مشاكل تتعلق بتقدم عمر والدتها.

## السنوات الأخيرة والموت
تزوج فيليبي، الطفل الوحيد الباقي على قيد الحياة لكارسلين، من جوزيفينا فلوريس خيخون، ابنة الجنرال خوان خوسيه فلوريس. اعتقدت كارسلين أن الجنرال فلوريس لعب دورًا في مقتل زوجها الأول، وأن علاقتها بابنها تأثرت نتيجة زواجه. توفيت كارسلين في 15 ديسمبر 1861 عن عمر يناهز 56 عامًا، ودُفنت في كيتو. عم الحزن أنحاء المدينة، حيث اشتهرت بإحسانها تجاه الفقراء.